# Anton Holzhey
Anton Holzhey (* 13. Juni 1875 in Schwabmünchen; † 1945 in Murnau am Staffelsee) war ein deutscher Papierfabrikant.

## Leben
Anton Holzhey erlangte das Abitur am humanistischen Gymnasium St. Stephan in Augsburg. Anschließend studierte er an der Technischen Hochschule München Ingenieurwissenschaften und wurde 1896 Mitglied des Corps Palatia München. Nach Abschluss des Studiums als Dipl.-Ing. war er in verschiedenen Papier- und Maschinenfabriken praktisch tätig. Studienreisen führten ihn nach England und Amerika. Er wurde Betriebsingenieur bei Haindl Papier und übernahm dort 1902 als Fabrikdirektor die Leitung des Werkes in Schongau. Nach Heirat mit Theresia Haindl, Tochter des Firmeninhabers Friedrich Haindl, wurde er Teilhaber von Haindl Papier. Er war Aufsichtsratsmitglied der Papierfabrik Hegge und Stadtrat in Schongau.

## Auszeichnungen
- König Ludwig-Kreuz
- Goldene Hochzeit-Erinnerungszeichen
- Mehrere Prinz Alfons-Ehrenzeichen
- Ernennung zum Kommerzienrat
- Namensgeber der Anton-Holzhey-Straße in Schongau